# Jean II de Palatinat-Deux-Ponts
Jean II de Deux-Ponts dit « le Jeune » (allemand : Johann II. der Jüngere) (né le 26 mars 1584 - 9 août 1635) est Palatin des Deux-Ponts de 1604 jusqu'à sa mort.

## Biographie
Jean né à Bergzabern en 1584, est le fils ainé du Palatin Jean Ier de Deux-Ponts et de son épouse, Madeleine de Clèves héritière de Jüliers-Clèves-Berg sœur aînée de Jean-Guillaume de Clèves,.
Entre 1600 et 1604 il effectue son Grand Tour dans le royaume de France et s'unit avec une princesse de la famille de Rohan. il succède à son père en 1604 et en 1606 il s'empare sur un vassal Flach von Schwanzenberg, de la seigneurie de Bischwiller en Alsace pour le compte de la maison de Wittelsbach.
En 1611, il exécute les dernières dispositions de son père en faveur de ses frères cadets, Frédéric Casimir et Jean Casimir, et leur accorde  respectivement en apanage les fiefs de Landsberg et Neukastell avec une indemnité financière, conservant de ce fait pour lui que le reste du Palatinat-Deux-Ponts.
Après la mort de sa première épouse française en 1607, il se remarie à Heidelberg avec une fille de l'Électeur-Palatin et en mai de la même année il acquiert le domaine de Birlenbach (Bas-Rhin), qui comprend les châteaux d'Eberhard, Comte de Ribeaupierre. De 1610 à 1612 il exerce la régence de son beau-frère Frédéric V du Palatinat. Du fait de cette fonction il est brièvement député de  Rodolphe II du Saint-Empire en 1612, il émet des monnaies avec au revers l'aigle bicéphale impérial.
Jean II meurt en 1635 à Metz et il est inhumé dans l'église Saint-Alexandre de Deux-Ponts.

## Famille
Jean II contracte deux unions. Il épouse en mariage le 28 aout 1604 à Blain en Bretagne Catherine de Rohan (1578–1607), fille de René II de Rohan, vicomte de Rohan et premier prince du sang du royaume de Navarre, et de Catherine de Parthenay. Catherine est une sœur du chef hugenot français Henri II de Rohan dont il a une fille unique:
- Madeleine-Catherine de Palatinat-Deux-Ponts (1607–1648) qui épouse en 1630 le duc et Comte-Palatin Christian Ier de Birkenfeld-Bischweiler : les rois de Bavière (1806-1918) en sont issus dans les mâles.

Il épouse en secondes noces à Heidelberg le 4 mai 1612 Louise-Julienne de Palatinat-Simmern (1594–1640), fille
de l'Électeur-Palatin Frédéric IV du Palatinat, qui lui donne sept enfants:
- Élisabeth-Louise-Julienne de Palatinat-Deux-Ponts (1613–1667), abbesse à  Herford
- Catherine-Charlotte de Palatinat-Deux-Ponts (1615–1651) épouse en 1631 le Comte palatin Wolfgang Guillaume de Palatinat-Neubourg
- Frédéric de Deux-Ponts (1616–1661), duc et Palatin de Deux-Ponts
- Anne Sibylle de Palatinat-Deux-Ponts (1617–1641)
- Jean Louis de Palatinat-Deux-Ponts-Veldenz (1619–1647)
- Julienne Madeleine de Palatinat-Deux-Ponts (1621–1672) épouse du Palatin Frédéric Louis de Palatinat-Deux-Ponts-Landsberg
- Marie Amélie de Palatinat-Deux-Ponts (1622–1641)